# Walter Samuel
Wálter Adrián Samuel (nascut Wálter Adrián Luján a Laborde, Córdoba, el 23 de març de 1978) és un exfutbolista argentí, que ocupava la posició de defensa. Té la doble nacionalitat italiana i argentina.

## Trajectòria
De petit va marxar a viure a Firmat, Santa Fe, on començaria a jugar a futbol al Club Atlético Firmat. La seua carrera professional s'inicià al Newell's Old Boys el 1996, i l'any següent marxa al CA Boca Juniors, club en el qual roman fins a l'any 2000. Llavors és fitxat per l'AS Roma, per 19,8 milions d'euros. Al conjunt italià hi va destacar com un dels millors de la seua posició al Calcio.
El 2004, el Reial Madrid paga 25 milions d'euros pel seu fitxatge. Però, l'argentí no acaba de quallar, i a l'any següent retorna a Itàlia, venut a l'Inter de Milà per 16 milions d'euros.
Al desembre de 2007 sofreix una greu lesió, que el manté apartat dels terrenys de joc gairebé nou mesos.

## Internacional
Samuel ha disputat 56 partits amb la selecció argentina, tot marcant cinc gols. Va estar present al Mundial de 2002 i 2010.

## Palmarès

### Boca Juniors
- Primera divisió (Clausura 1998, Apertura 1999)
- Copa Libertadores (2000)

### AS Roma
- Serie A (2000-01)
- Supercopa italiana (2001)

### Inter de Milà
- Serie A (2005-06, 2006-07, 2007-08, 2008-09, 2009-10)
- Copa d'Itàlia (2005-06, 2009-10)
- Supercopa italiana (2005, 2006, 2008, 2010)
- Lliga de Campions (2009-10)
- Campionat del Món de Clubs (2010)

### Selecció argentina
- Campionat del Món de Futbol sub-20 (1997)